# Jean-Pol Vigneron
Jean-Pol Vigneron (5 mars 1950- 24 juin 2013) était un professeur de physique belge à l'Université de Namur. 
Jean-Pol a commencé sa carrière en travaillant sur la physique des semi-conducteurs, mais il est surtout connu pour ses travaux ultérieurs sur la physique des couleurs animales, des cristaux photoniques et des structures optiques naturelles. 
En 2007, il a été élu membre des Académies royales des sciences et des arts de Belgique . Il a enseigné à l'Université de Ouagadougou au Burkina Faso, et au Maroc. Une conférence en son honneur s'est tenue à Namur en avril 2014. 
Il est également connu pour avoir initié la série Living Light Conference en 2009 à Saint-Sébastien (Pays basque).